# Toulouzette

Toulouzette este o comună în departamentul Landes din sud-vestul Franței. În 2009 avea o populație de 274 de locuitori.

## Evoluția populației
| An        | 1975 | 1982 | 1990 | 1999 | 2006 | 2009 |
| --------- | ---- | ---- | ---- | ---- | ---- | ---- |
| Populație | 303  | 300  | 257  | 269  | 267  | 274  |